# Orsinome monulfi
Orsinome monulfi là một loài nhện trong họ Tetragnathidae.
Loài này thuộc chi Orsinome. Orsinome monulfi được miêu tả năm 1971 bởi Chrysanthus.